# Duque de Pastrana (métro de Madrid)
Duque de Pastrana est une station de métro à Madrid, en Espagne. Ouverte le 30 décembre 1983, elle est située sur la ligne 9 du métro de Madrid entre Plaza de Castilla et Pío XII.